# Aldo Martínez
Aldo Martínez (Minas, Lavalleja, 9 de mayo de 1962) es un cantante, compositor, guitarrista, actor, presentador y carnavalero uruguayo.

## Biografía
Su primera participación en el Carnaval de Uruguay fue en 1982. Fue parte del grupo de música tropical cantando en Sonora Palacio. Fue parte del conjunto de parodistas uruguayo Nazarenos, así como de varios parodistas más. Actualmente es el componente principal de Zíngaros, donde confirmó su presencia luego de finalizar el carnaval 2020; su participación se vio trunca debido a la pandemia de COVID-19 ya que el carnaval fue suspendido. Sin embargo, su participación en el conjunto gitano sigue en pie para el 2022, donde ya se confirmó que interpretará la parodia de la vida del expresidente Vázquez, recientemente fallecido. Martínez, es claramente una de las más grandes figuras de la historia del carnaval uruguayo.

## Televisión
En septiembre de 2020, participa del programa televisivo MasterChef Celebrity Uruguay en Canal 10; en el que participaron 32 figuras destacadas de la cultura popular uruguaya y, dónde en noviembre de 2020, fue proclamado ganador. Martínez obtuvo por ganar el concurso de cocina varios premios que fueron: un premio monetario de $ 250 000 pesos uruguayos, un auto, un curso de cocina profesional, un premio solidario de $ 100 000 que decidió donar al comedor de la Escuela N° 96 en el barrio Belvedere y un viaje de tres días al restaurante español El Celler de Can Roca, considerado uno de los mejores del mundo.
Entre marzo de 2021 y septiembre de 2023 copresentó junto a Paola Bianco, el programa de entretenimientos de Canal 10, El show de la tarde.En 2021 participó como estrella invitada en la serie Metro de Montevideo en su episodio 11.En 2024 se sumó a La mañana en casa de conductor invitado durante algunos meses.